# Дон Пепърс
Дон Пепърс е американски маркетолог.
Името му се свързва с това на д-р Марта Роджърс. Те създават идеята за индивидуалния подход към клиента лице в лице. Със своя бестселър „Бъдещето на лице в лице маркетинга“ през 1993 г. те дават старта на идея, която днес наричаме управление на взаимоотношенията с клиентите (CRM), и променят пейзажа на бизнес конкуренцията. Днес са водещи авторитети по стратегиите в бизнеса, ориентирани към клиентите.
Двамата постоянно са в класациите за влиятелните бизнес мислители и интелектуалци и не стихва световният интерес към тях като лектори. Някои от техните книги са:
- „Предприятие лице в лице“ (1997), която пояснява как управлението на отношенията с клиентите и интерактивният маркетинг трябва да се прилагат по различен начин в различните бизнес ситуации;
- „Лице в лице – практично ръководство“ (1999) в съавторство с техния бизнес партньор Боб Дорф е наръчник, описващ стъпка по стъпка техниките на работа на „Пепърс & Роджърс груп“ за изграждането на отношенията с клиентите;
- „Мениджърът лице в лице“ (1999) представя мениджъри, осмелили се да приложат на практика стратегиите на теорията за подхода лице в лице;
- „Лице в лице, бизнес към бизнес: стратегии за развиване на отношенията с клиентите в света на бизнес към бизнеса“ (2001) детайлно разглежда случаи от практиката на 5 големи корпорации, които приемат идеята за отношенията с клиентите в бизнес към бизнеса.